# Marsov rover
Marsov rover je motorno vozilo koje po dolasku putuje površinom planeta Mars. Roveri imaju nekoliko prednosti u odnosu na stacionarne sletnike: istražuju više teritorija, mogu biti usmjereni na zanimljive značajke, mogu se postaviti na sunčane položaje kako bi prebrodili zimske mjesece i mogu unaprijediti znanje o tome kako izvršiti vrlo daljinsko upravljanje robotskim vozilom.
Od svibnja 2021. bilo je ukupno šest uspješnih robotski upravljanih Marsovih rovera, pet kojima je upravljao Laboratorij za mlazni pogon i jedna kojoj upravlja CNSA: Sojourner, Opportunity, Spirit, Curiosity, Perseverance i Zhurong. Dana 24. siječnja 2016. NASA je izvijestila da će trenutne studije o Marsu od strane Curiosity i Opportunity  tragati za dokazima drevnog života, uključujući biosferu koja se temelji na autotrofnim, kemotrofnim ili kemolitoautotrofnim mikroorganizmima, kao i drevnu vodu, uključujući fluvio-lacustrine sredine (ravnice povezane s drevnim rijekama ili jezerima) koja su mogla biti nastanjiva. Potraga za dokazima o nastanjivosti, tafonomiji (povezanoj s fosilima) i organskim ugljikom na Marsu sada je primarni NASA-in cilj.
Mars 2 i Mars 3 bile su fizički vezane sonde; Sojourner je ovisio o baznoj stanici Mars Pathfinder za komunikaciju sa Zemljom; Opportunity, Spirit i Curiosity bili su sami za sebe. Od svibnja 2021., Curiosity i Perseverance su još uvijek aktivni, dok su Spirit, Opportunity i Sojourner dovršili svoje misije prije nego što su izgubili kontakt. 15. svibnja 2021. je sletio najnoviji rover Zhurong, prvi kineski rover na planeti Mars.

## Cilj
NASA razlikuje ciljeve "misije" i ciljeve "znanosti". Ciljevi misije povezani su s napretkom u svemirskoj tehnologiji i razvojnim procesima. Instrumenti ispunjavaju znanstvene ciljeve tijekom svoje misije u svemiru. Znanstveni instrumenti se biraju i dizajniraju na temelju znanstvenih ciljeva i ciljeva. Primarni cilj rovera Spirit and Opportunity bio je istražiti "povijest vode na Marsu".
Četiri znanstvena cilja NASA-inog dugoročnog programa istraživanja Marsa su:
- Da utvrdi da li je ikad nastao život na Marsu
- Da karakterizira klimu Marsa
- Da karakterizira geologiju Marsa
- Da se pripremi za ljudsko istraživanje Marsa[8]

## Galerija
- Roveri
- Sojourner rover (1997.)
- Marsni rover Spirit (2005.)
- Opportunity na Endurance krateru (simulacija, 2005.)
- Autoportret rovera Curiosity (2015.)
- Perseverance i Ingenuity na mjestu raspoređenja, Wright Brothers Field (2021.)
- Kineski marsov rover, Zhurong (2018.)
- NASA-ini inženjeri s roverima Sojourner, Spirit i Curiosity
- Koncept: Marsov rover s posadom